# Egyenes hasizom

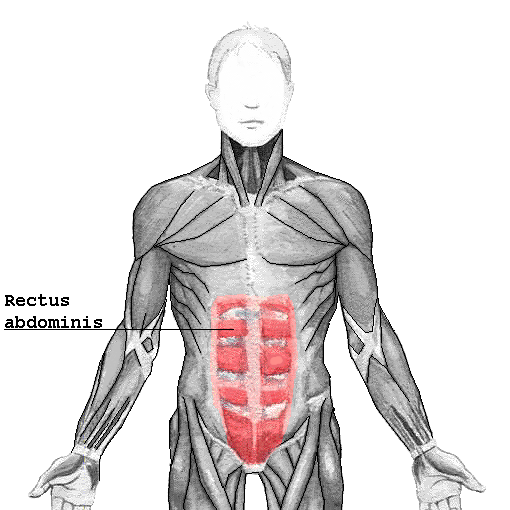
Az ember egyenes hasizma

Az egyenes hasizom (latinul: musculus rectus abdominis) az ember, továbbá néhány állatfaj hasának elülső oldalán függőlegesen végigfutó páros izom. A párhuzamos izmokat középen a fehér vonal (linea alba) nevű kötőszövet választja el. A szeméremízülettől (symphysis pubica) a kardnyúlványig (processus xyphoideus), ill. a az 5-7. bordák porcáig ér.
Az izmot a rectus-hüvely tartalmazza, továbbá többnyire három rostos szalag keresztezi, melyeket inas beiratok (intersectiones tendineae v. inscriptiones tendineae) kötnek össze.

## Működése
Felelős az ágyéki gerinc hajlításáért, pl. felülések esetén. Segít a légzésben, ill. fontos szerepet játszik a lélegzetvételben, amikor a páciens levegő után kapkod. Segít a belső szervek épségének megőrzésében is, belső hasi nyomást teremt pl. torna vagy nehéz súlyok emelése esetén.

A rectus-hüvely ábrája

Az egyenes hasizom több forrásból is nyerhet artériás vért.

## Állatvilág
Az egyenes hasizom a legtöbb gerincesben hasonló. A legnyilvánvalóbb különbség az emberi és az állati hasi izomstruktúra között az inas beiratok eltérő száma.